# 赫罗狄斯·阿提库斯
赫罗狄斯·阿提库斯（英語：Herodes Atticus，101年—177年）。希腊人，生于马拉松，143年在罗马任执政官，也是演说家，教师和公益捐助者。他在阿提卡塞菲希亚的别墅是一个文学中心，但其作品仅有一篇演说（用希腊语撰写，且无法确定为其所作）和一篇阿乌鲁斯·盖里乌斯的演说拉丁文译本。